# Kobajasi Rjójú
Kobajasi Rjójú (japánul: 小林 陵侑, átírással: Ryōyū Kobayashi, Hacsimantai, 1996. november 8. –) olimpiai bajnok japán síugró. Három versenyszámban indult a 2018-as téli olimpián, majd a 2018-19-es szezon első felében uralta a világkupa versenyeket, kilenc állomást nyert meg és magabiztos előnnyel végzett az összetett első helyén. Szintén ebben az évben megnyerte a 2018–2019-es négysánc-versenyt, megnyerve a torna minden állomását ugyanazon a kiíráson (Grand Slam), így mindössze ő lett a harmadik akinek ez sikerült.

### Olimpia
| Év   | Hely         | NH | LH  | Csapat |
| ---- | ------------ | -- | --- | ------ |
| 2018 | Phjongcshang | 7. | 10. | 6.     |

### Sírepülő világbajnokság
| Év   | Hely       | Egyéni | Csapat |
| ---- | ---------- | ------ | ------ |
| 2018 | Oberstdorf | 16.    | -      |

### Világkupa

#### Összetett
| Évszak  | Összesített | 4H | SF | RA | W5 | P7 | T5 |
| ------- | ----------- | -- | -- | -- | -- | -- | -- |
| 2015/16 | 42          | —  | 38 |    |    |    |    |
| 2016/17 | —           | 43 | —  | 39 |    |    |    |
| 2017/18 | 24          | 22 | 17 | 11 | —  | 9  |    |
| 2018/19 | 1           | 1  | 1  | 1  | 1  | 1  |    |
| 2019/20 | 3           | 4. | 4. | 2  | 6. |    | 1  |

#### Egyéni győzelmek
| No. | Szezon  | Dátum              | Elhelyezkedés          | Sánc                                           |
| --- | ------- | ------------------ | ---------------------- | ---------------------------------------------- |
| 1   | 2018/19 | 2018. november 24. | Ruka                   | Rukatunturi HS142                              |
| 2   | 2018/19 | 2018. november 25. | Ruka                   | Rukatunturi HS142                              |
| 3   | 2018/19 | 2018. december 2.  | Nyizsnyij Tagil        | Tramplin Stork HS134                           |
| 4   | 2018/19 | 2018. december 16. | Engelberg              | Gross-Titlis-Schanze HS140                     |
| 5   | 2018/19 | 2018. december 30. | Oberstdorf             | Schattenbergschanze HS137                      |
| 6   | 2018/19 | 2019. január 2.    | Garmisch-Partenkirchen | Große Olympiaschanze HS140                     |
| 7   | 2018/19 | 2019. január 4.    | Innsbruck              | Bergiselschanze HS130                          |
| 8   | 2018/19 | 2019. január 6.    | Bischofshofen          | Paul-Ausserleitner-Schanze HS142               |
| 9   | 2018/19 | 2019. január 12.   | Val di Fiemme          | Trampolino dal Ben HS135                       |
| 10  | 2018/19 | 2019. február 2.   | Oberstdorf             | Heini-Klopfer-Skiflugschanze HS235 (sírepülés) |
| 11  | 2018/19 | 2019. február 17.  | Willingen              | Mühlenkopfschanze HS145                        |
| 12  | 2018/19 | 2019. március 14.  | Trondheim              | Granåsen HS138                                 |
| 13  | 2018/19 | 2019. március 24.  | Planica                | Letalnica bratov Gorišek HS240 (sírepülés)     |
| 14  | 2019/20 | 2019. december 15. | Klingenthal            | Vogtland Arena HS140                           |
| 15  | 2019/20 | 2019. december 22. | Engelberg              | Gross-Titlis-Schanze HS140                     |
| 16  | 2019/20 | 2019. december 15. | Oberstdorf             | Schattenbergschanze HS137                      |

## 2018 téli olimpia
Kobayashi az dél-koreai olimpián normál sáncon 7. helyen végzett, valamint a  nagy sáncon 10. lett és a csapatversenyen csapattársaival Takeucsi Taku, Kaszai Noriaki, és Ito Daiki alkotott japán nemzeti kvartett 6. helyen zárt.

## Magánélet
Kobajasi Rjújó ötéves korában kezdett síelni, később kezdte el a síugrást, bátyja, a japán síugró Kobajasi Dzsunsiró hatására.  2015-ben csatlakozott a Tsuchiya Home Ski Team nevű japán síugró csapathoz.
Két idősebb testvére van, Kobajasi Dzsunsiró és Kobajasi Júka. 
A moriokai Központi Gimnáziumba járt, 2015-ben fejezte be ottani tanulmányait.